# 痂状

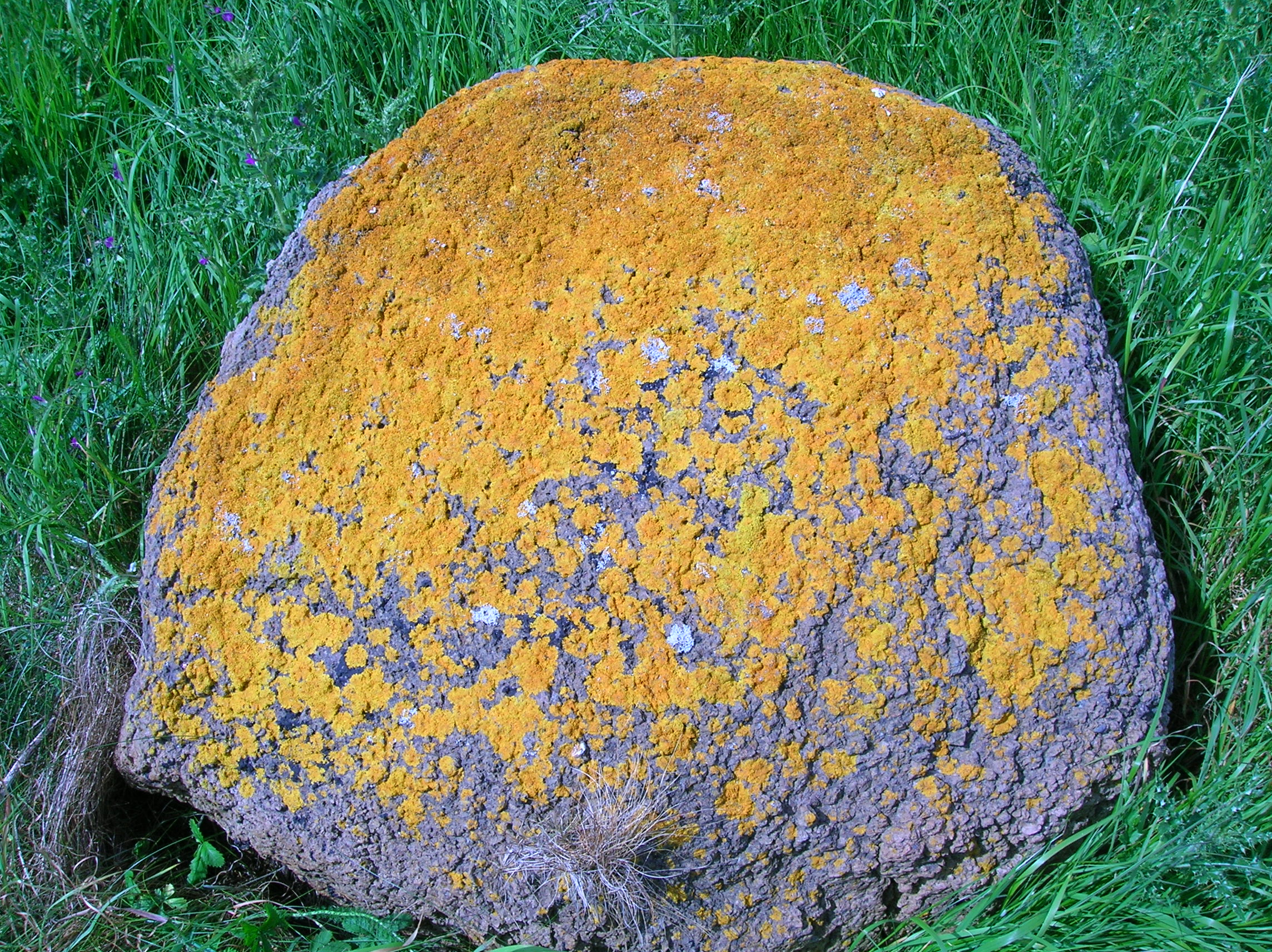
痂状地衣類の1種であるCaloplaca marina。

痂状（「かじょう」または「かさぶたじょう」、英語: Crustose）とは、藻類や地衣類が岩や土壌などの基質の上に平たくしっかり固着した状態を指す。痂状は、裏面に下皮層がなく、地衣体が基質に密着、あるいはとけ込んでいるように見える程の層を形成する。
痂状は、岩石や樹皮によく見かけることが出来る。紅藻の海洋性の藻の数種、とりわけ サンゴモ目 (Corallinales) の サンゴモ科 (Corallinaceae) を構成している亜科の「サビ亜科」 または「無節サンゴモ類」と和名がある Melobesioideae に属している炭酸カルシウムを含む細胞壁を持つ種は、潮間帯の海深が深い場所まで成長し、様々な気質にバイオフィルムから成る生物膜で殻を形成する。対象となる基質は潮間帯全域の岩石や、サンゴモ目の場合はサンゴ礁の造礁サンゴであり、ほかの生物については植物ではマングローブなど、動物では外套膜から炭酸カルシウムを分泌して貝殻を作る軟体動物などが挙げられる。紅藻類のサンゴモはサンゴ礁で生きる生物群の中では非常に重要なメンバーであり、サンゴと共に殻を石灰で固めてサンゴ礁を作り出している。
褐藻類では、イソガワラ目に属する二つの科が痂状藻である。

## 成長と生息地
多くの地衣類は、岩石や木の幹およびその他の基質の表面近くで成長し、痂状地衣と呼ばれるようになる。痂状を形成する生物を建物、海岸の構造物及び船舶で発見した場合、その構造物の材質に対して被害を与えてしまっている可能性がある。
（岩上着生した地衣類が岩石内に入り込んでしまう）岩石内生地衣類、（樹皮の内部に入り込んで着生する）樹皮内生地衣類、表面がカサカサしているふけ状地衣類など、様々な種類の地衣類がある。岩石内生地衣類は岩石の外側の層の表面に着生し、徐々に内側に浸み込むように成長する。樹皮内生地衣類は植物体の基本組織の周囲や内部に着生する。ふけ状地衣類は層状構造のない殻によって構成される。
痂状地衣類は、環境に対する適応方法を学習している。その殻は、乾燥した干ばつといった厳しい気候に対して強い抵抗力を備える為の適応の結果である。痂状地衣類は、砂漠や南極の無氷地帯、高山地域や北極地域でも発見されている。

## 特徴
痂状は、黄色、オレンジ、赤、灰色、緑など様々な色のものがある。これらの色は、成長に伴い明るく鮮やかになる傾向がある。
痂状は、地衣類は形態学的によく似た内部構造を共有する為、他の種類の地衣類とも似通う様になる。地衣類の体は、共生者の真菌類の菌糸から構成されている。これらの菌糸の密度によって、地衣類の内部の層の厚みや量が決定される。

## 繁殖
サンゴモの痂状 (CCA) も含めて、痂状は非常に多様であるが、平坦な場所か殻か礁の斜面という三つの異なった生息環境で発見することが出来る。CCAが豊かに成長する為にはサンゴモの光合成のエネルギー源である太陽光に大きく依存しており、サンゴモの成長により繁殖力も向上する。CCAは、ブダイ科の Scarus trispinosus やその他のブダイ科などの特定の魚の主な食料源として機能している。

## 画像

### 海洋性の藻(サンゴモ)によって形成された殻

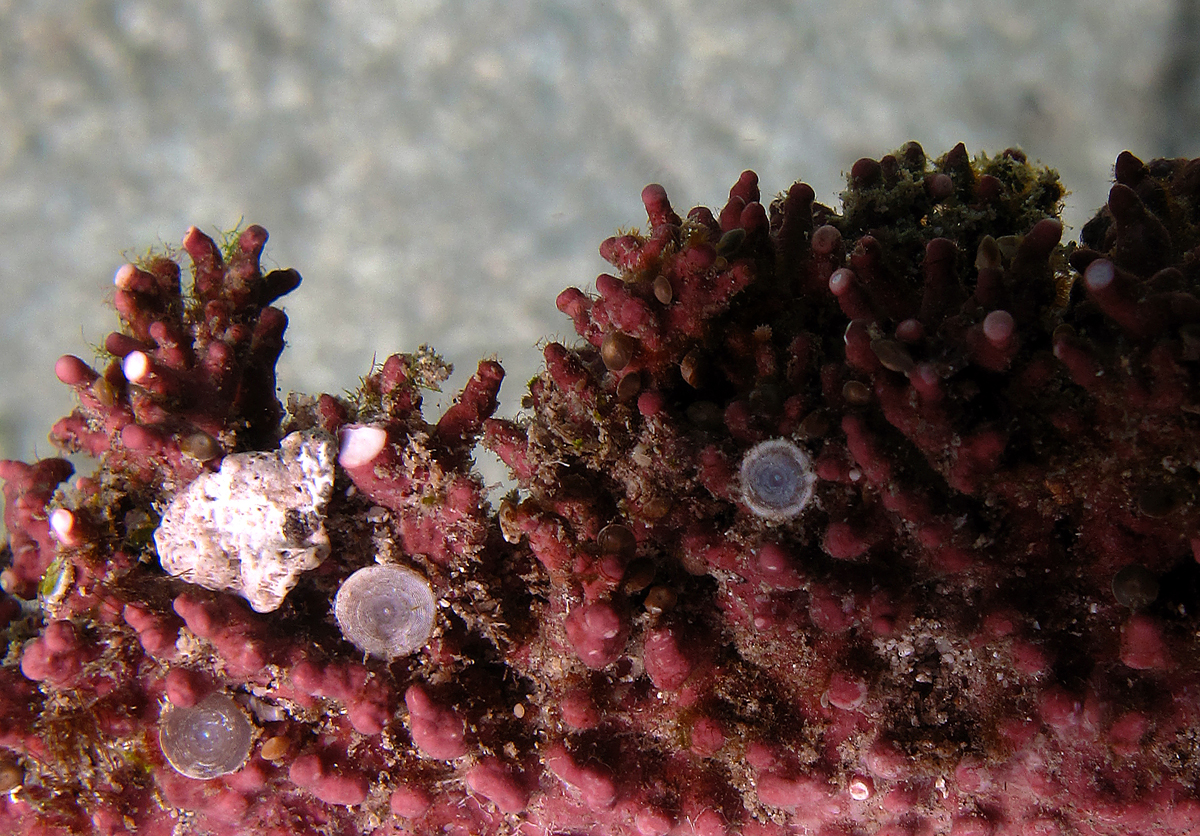
サンゴモ目 Lithothamnion 種
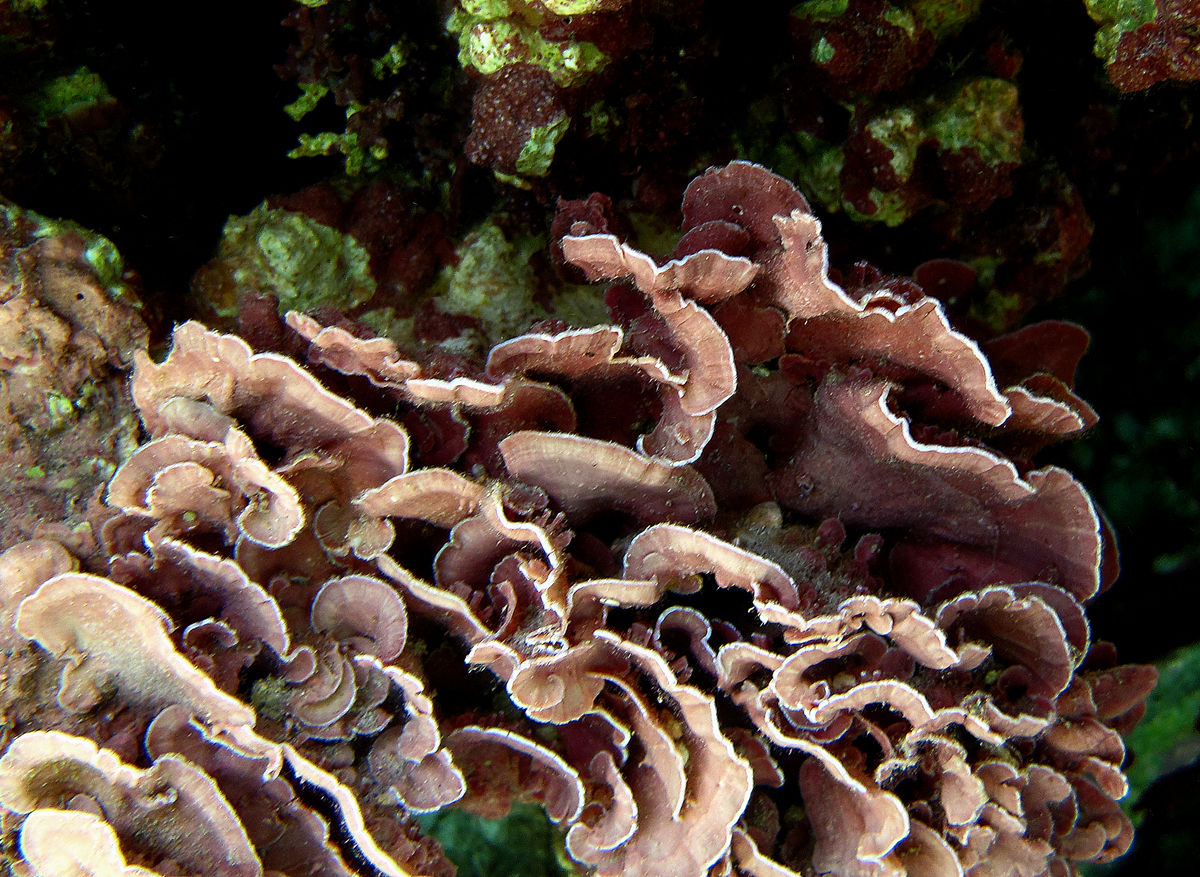
サンゴモ目 Mesophyllum 種
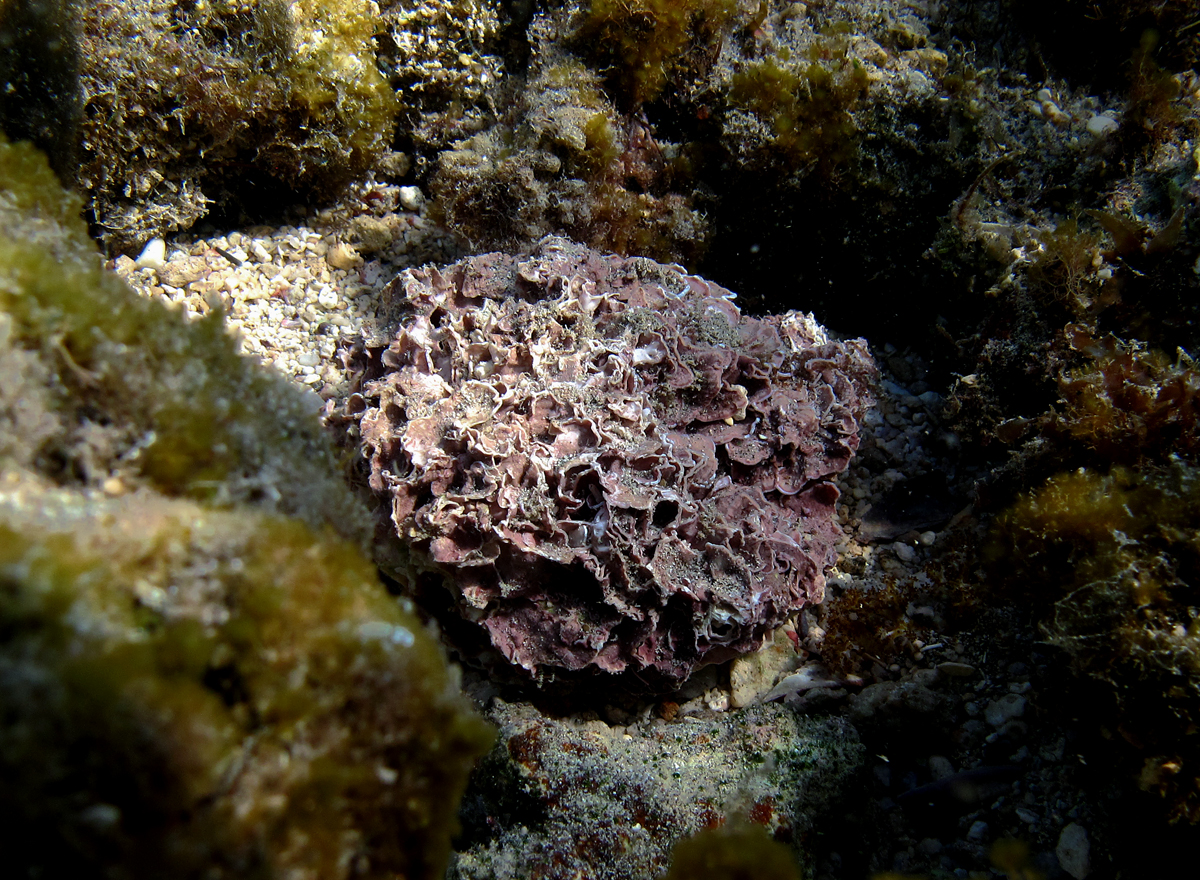
サンゴモ目 学名不定の種
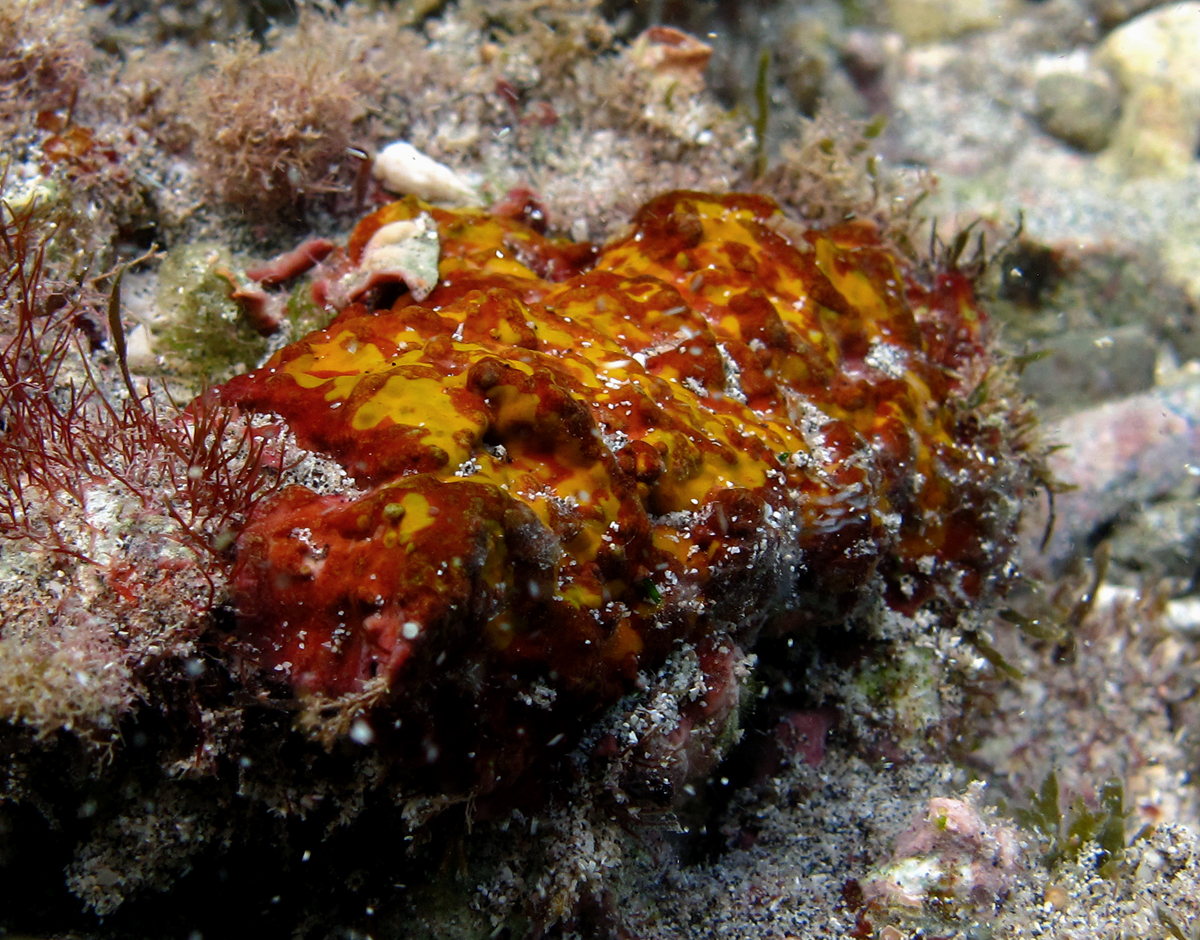
サンゴモ目 Mesophyllum 種
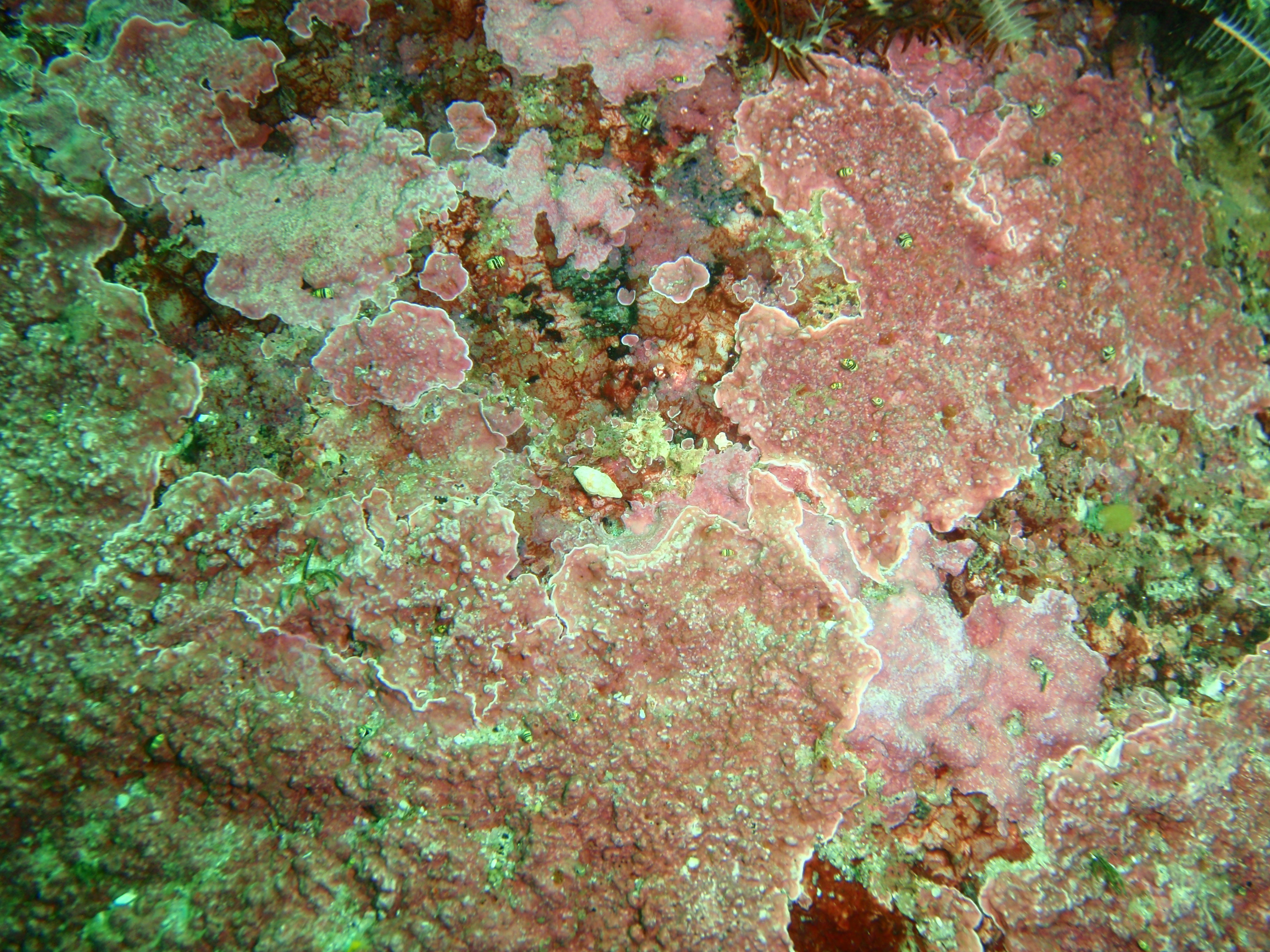
サンゴモ目の種 Windmill Beach, Cape Peninsula
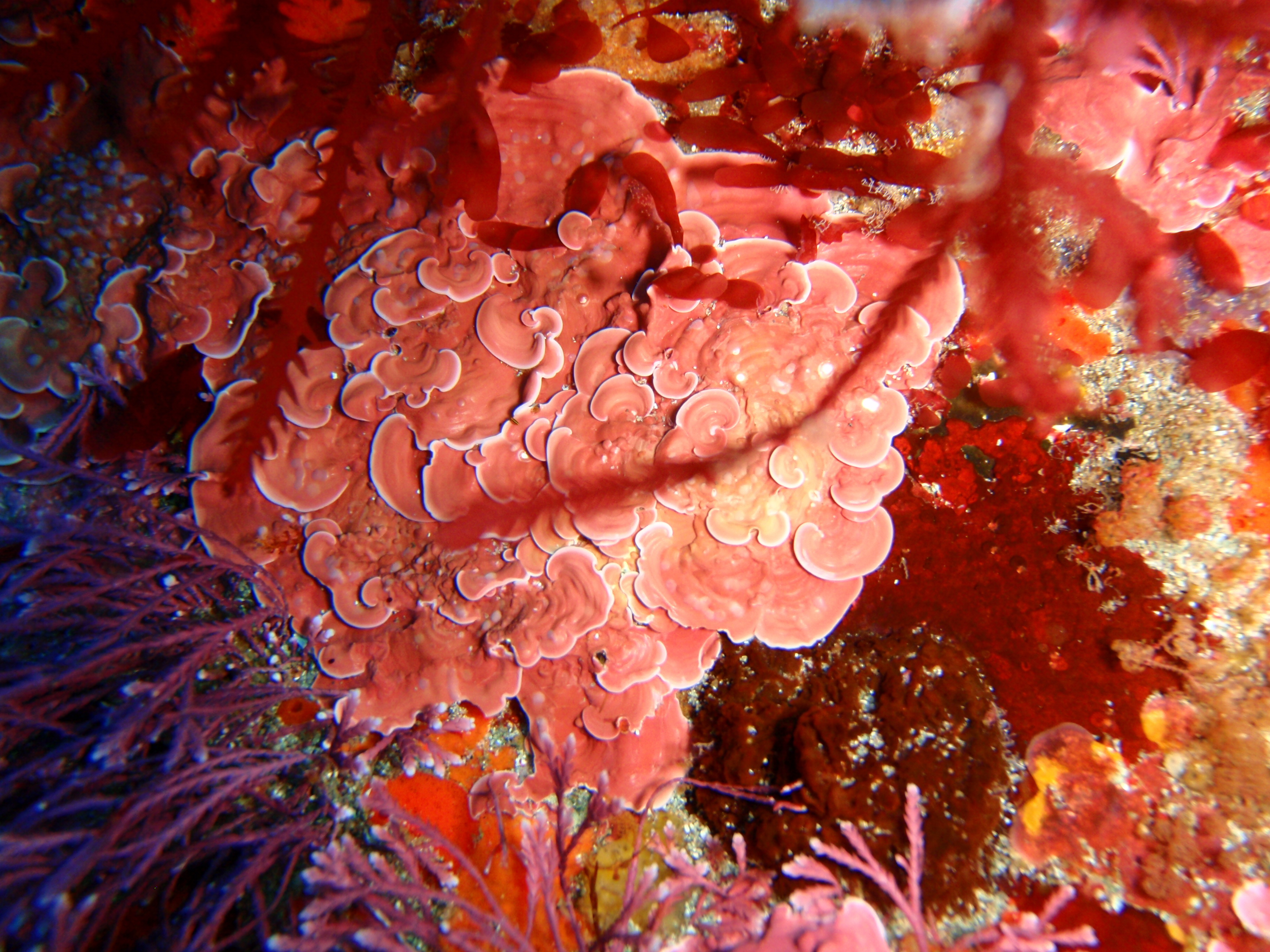
サンゴモ目の種

### 痂状地衣類

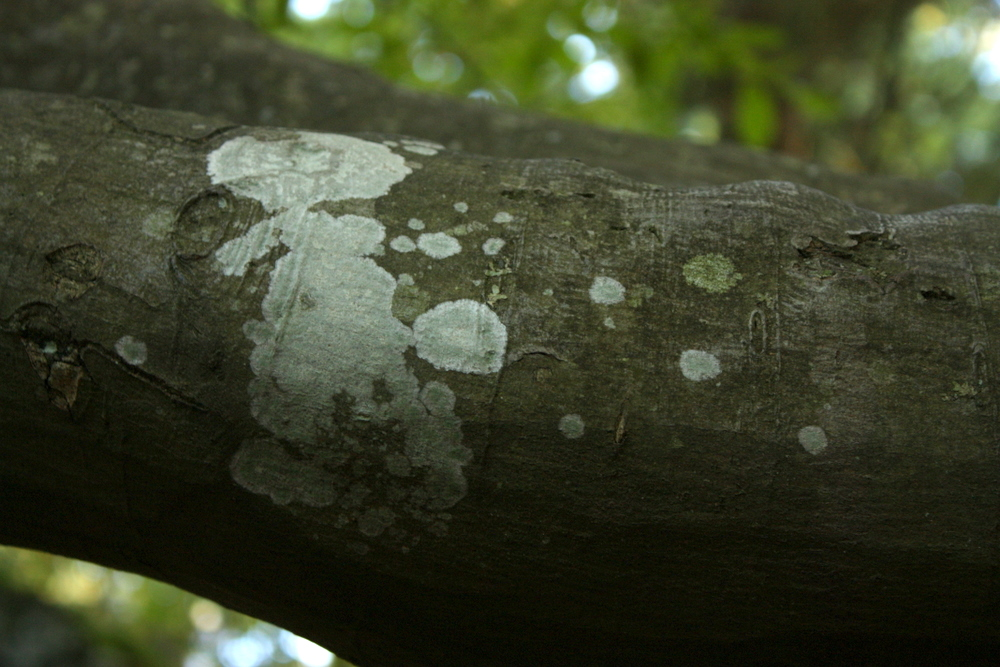
樹皮内生地衣類
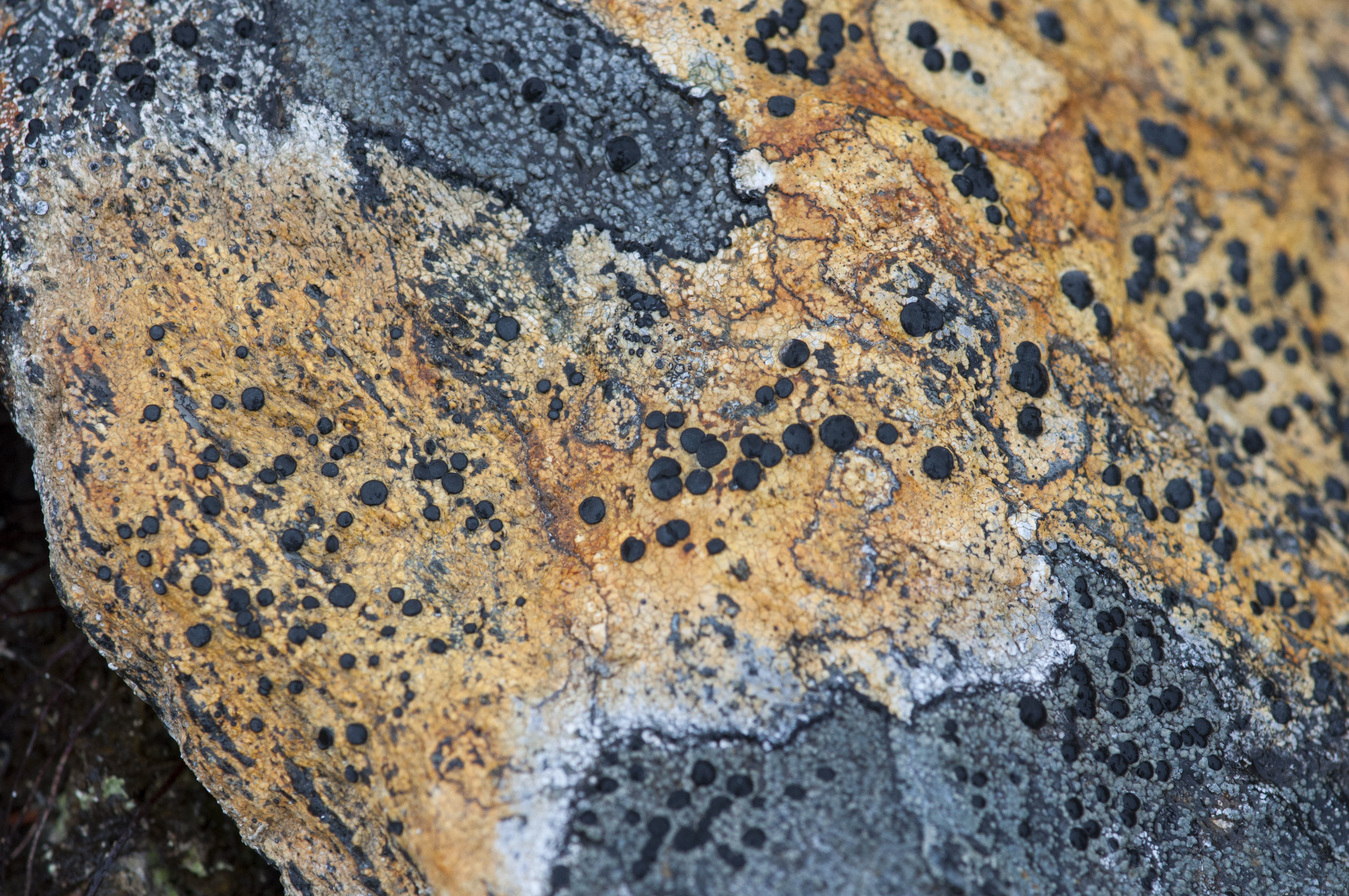
同左
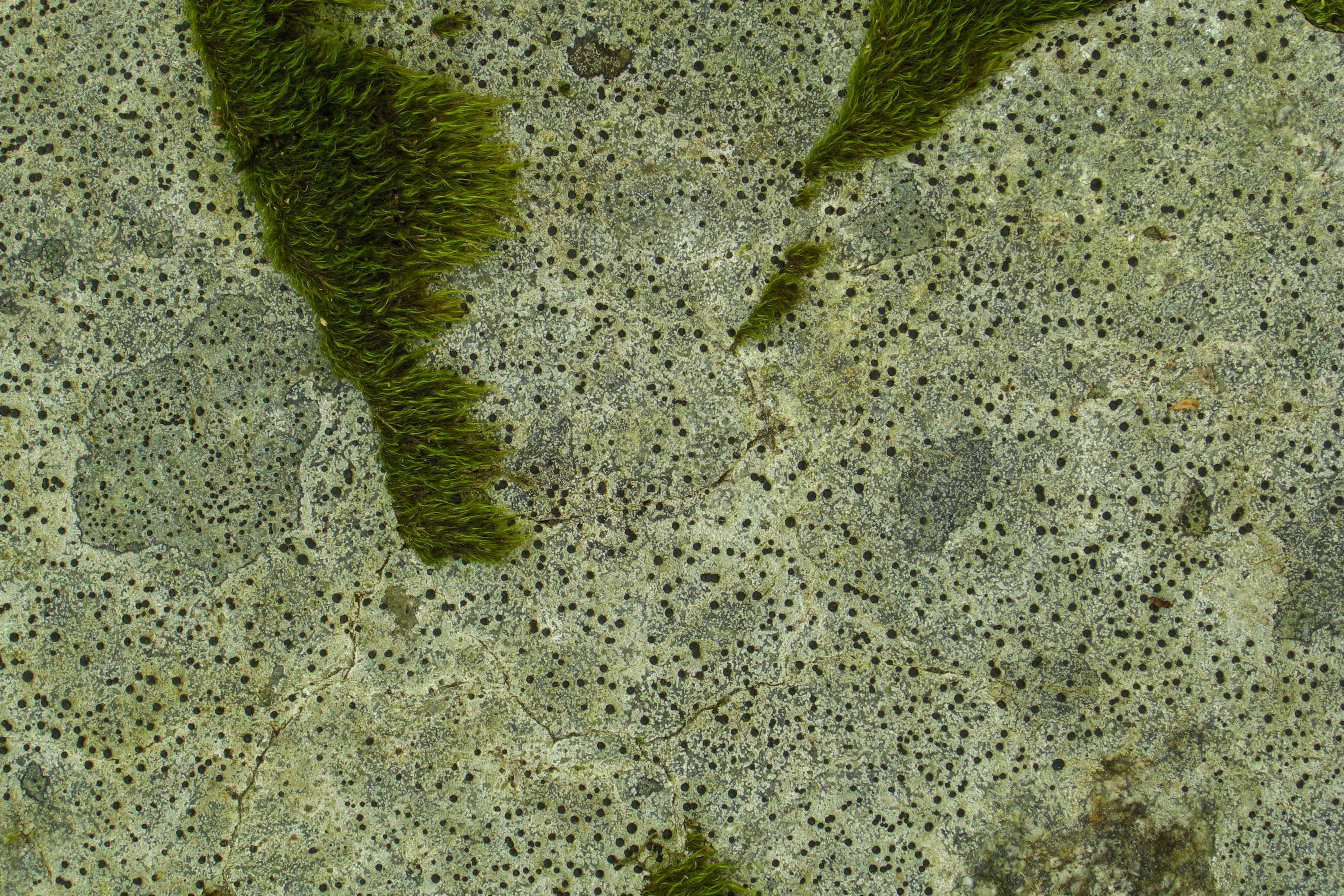
同左
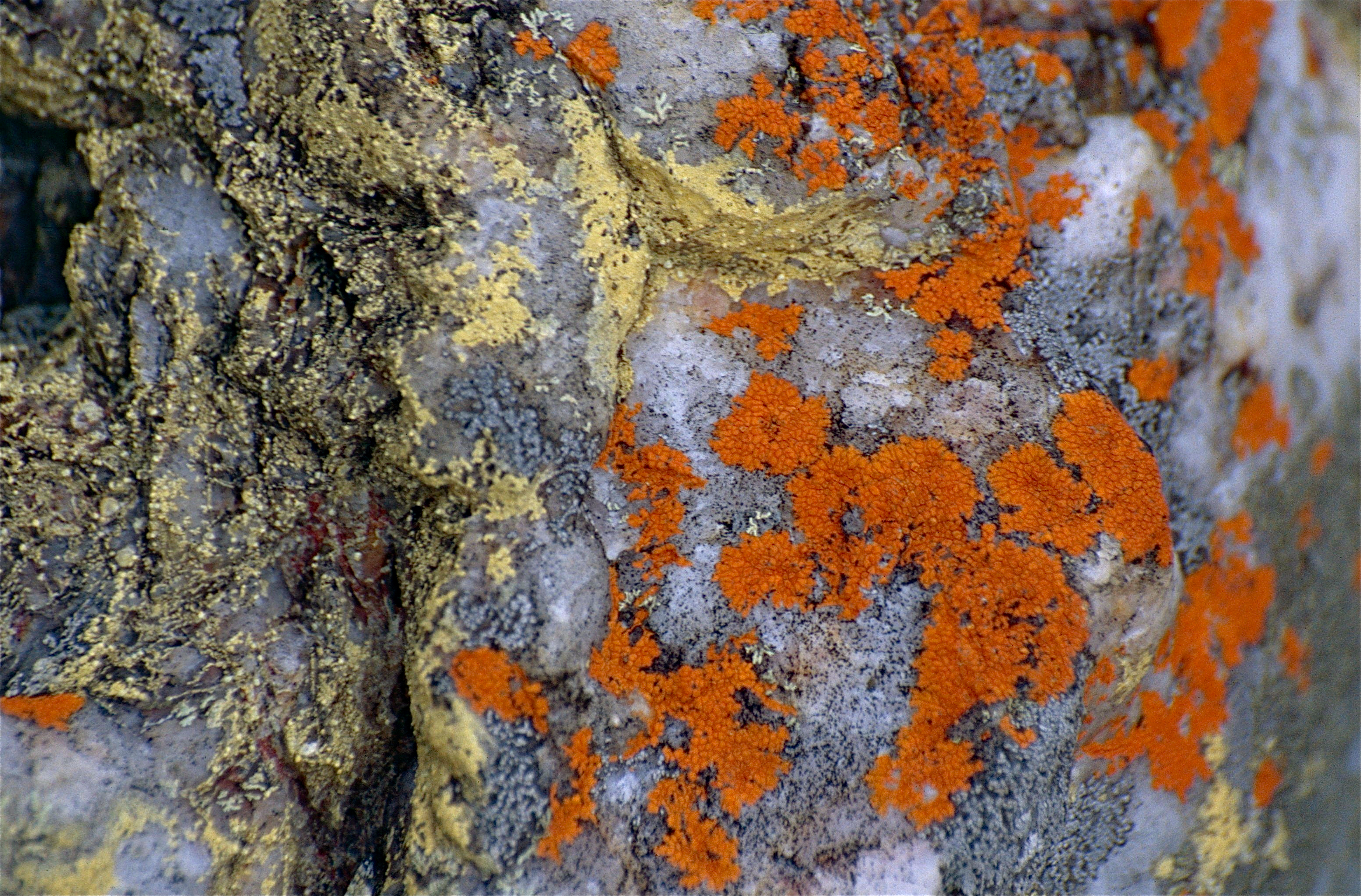
同左( Caloplaca 種を含む)
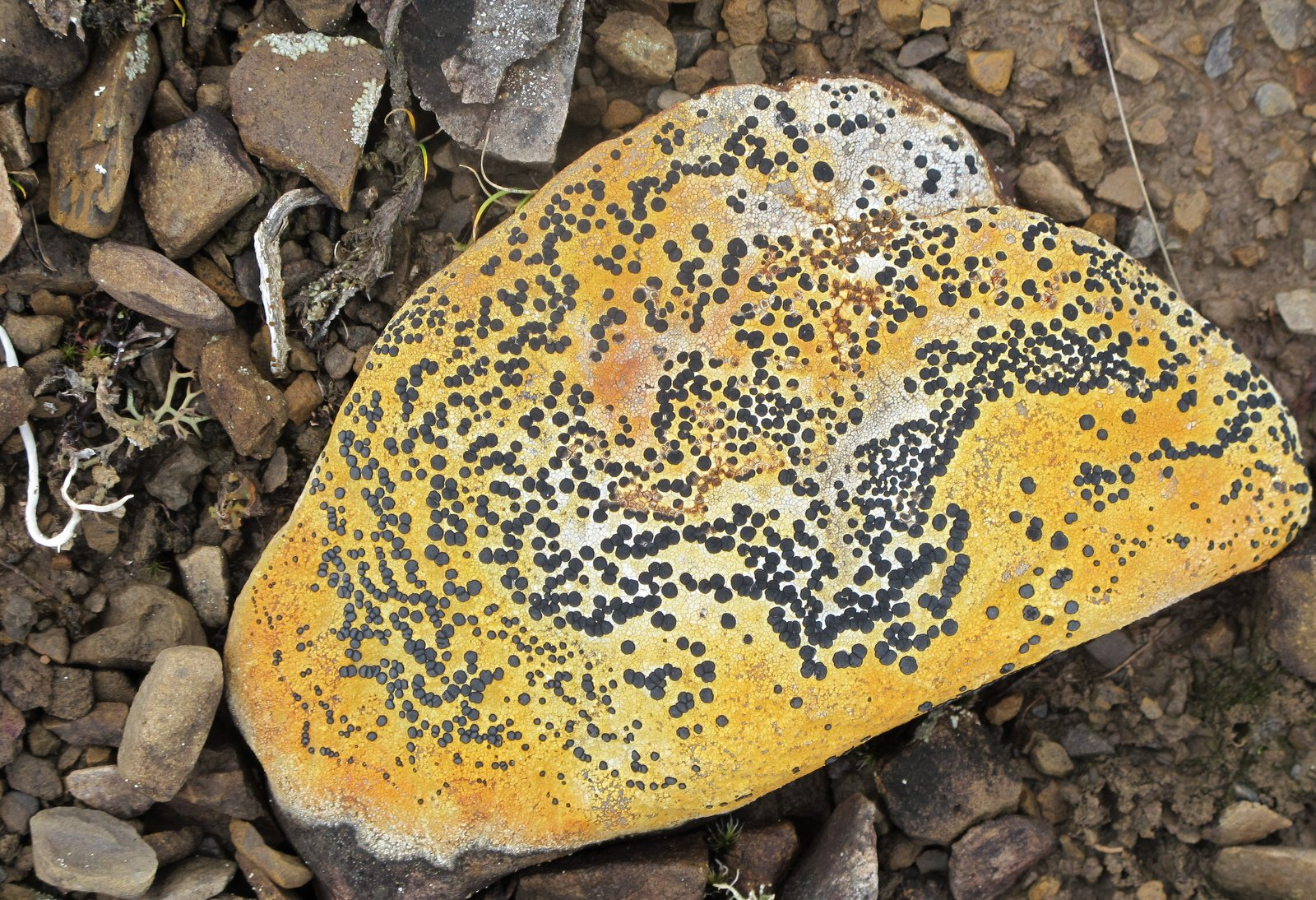
同左

### その他の生物による痂状

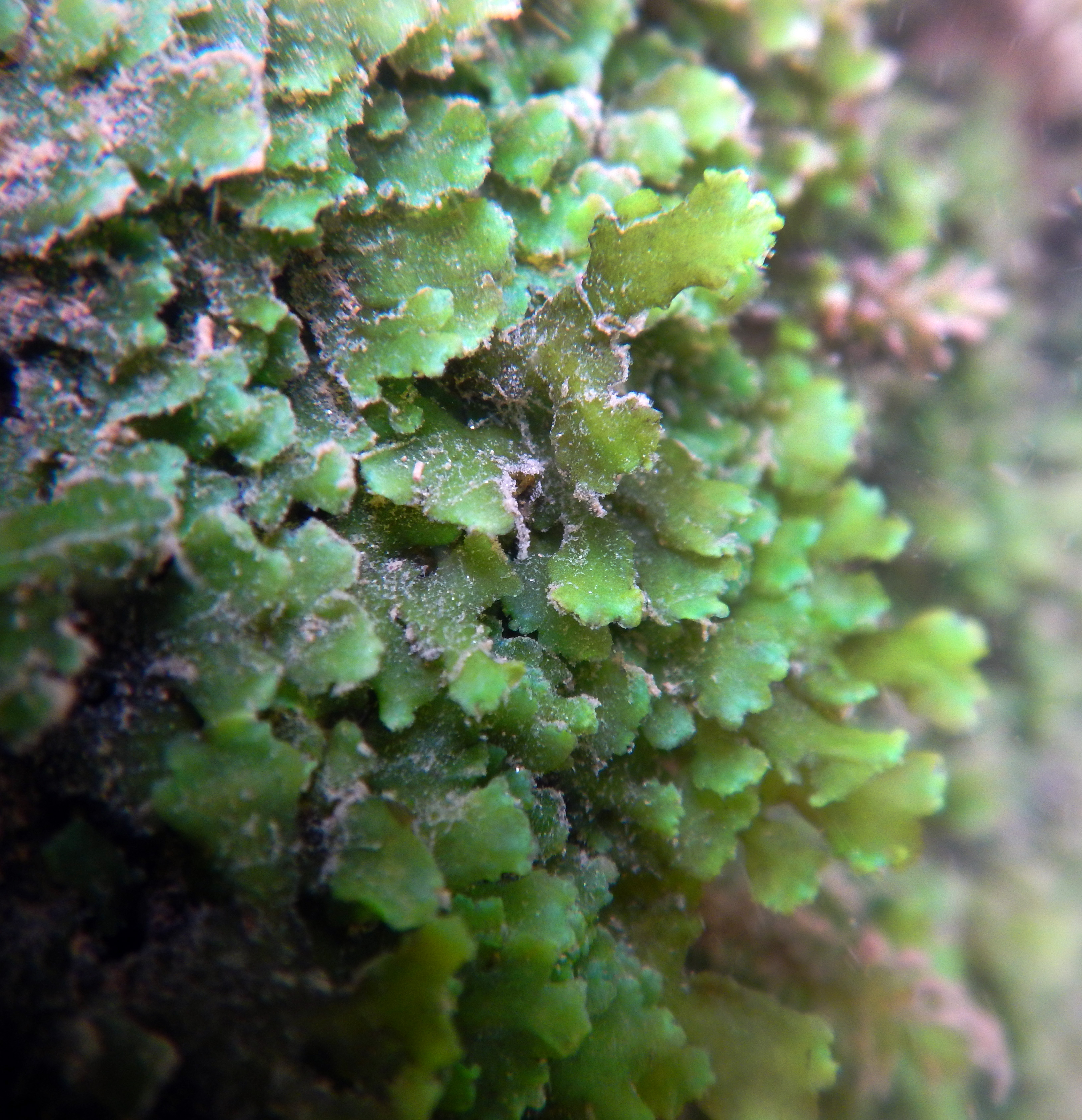
苔類
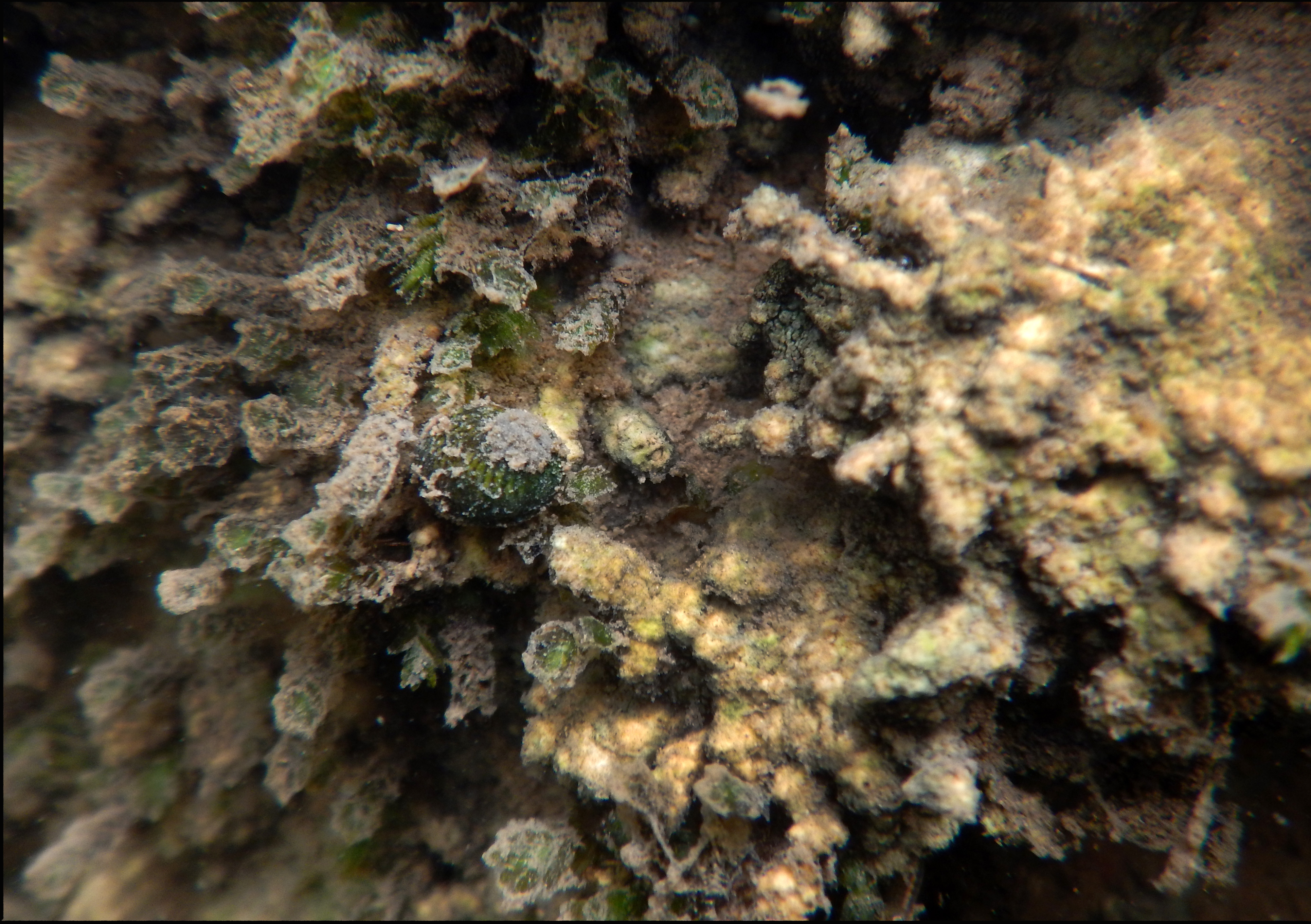
強い鉱化帯
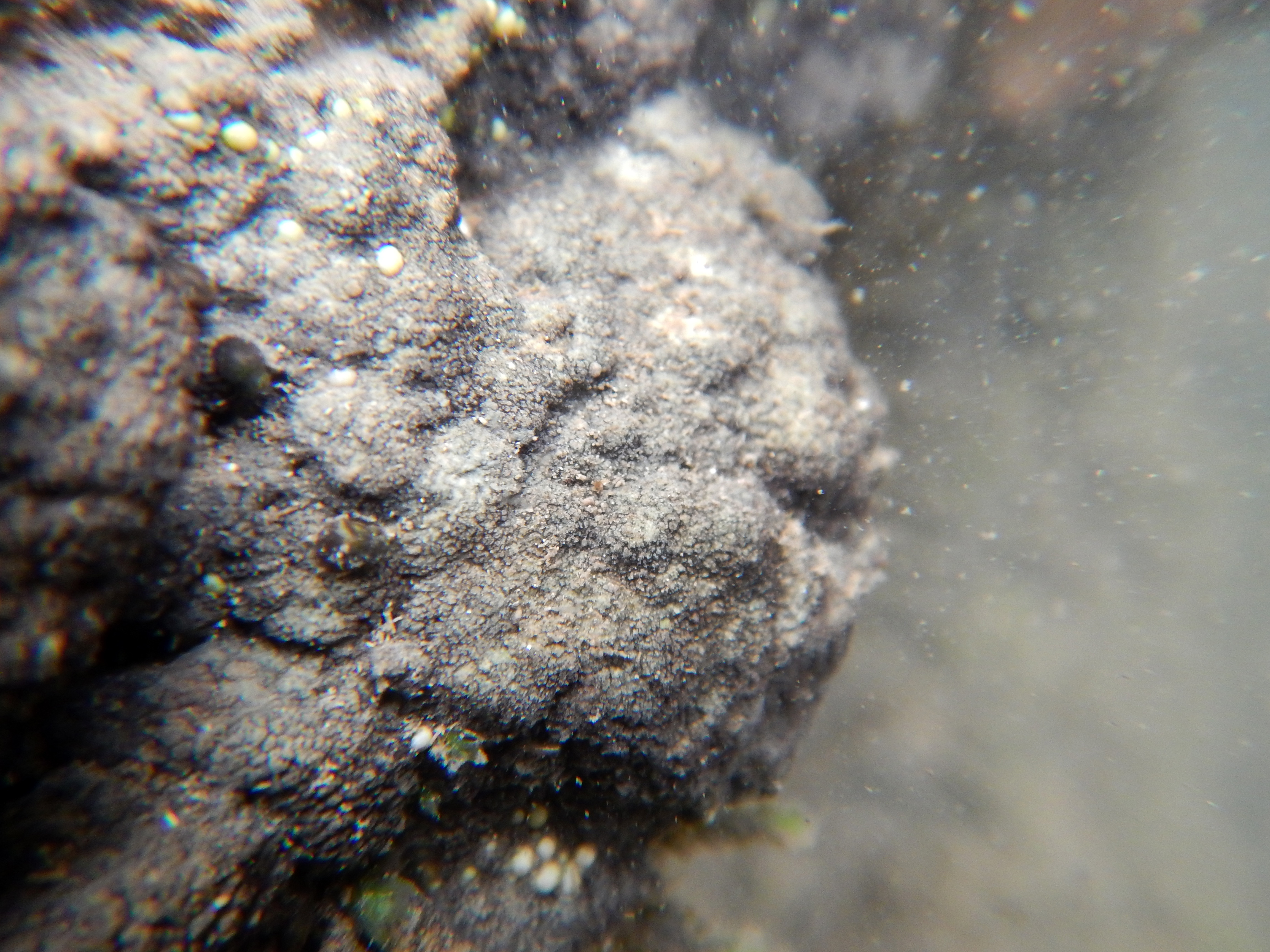
結着の形成("Sèvre niortaise")
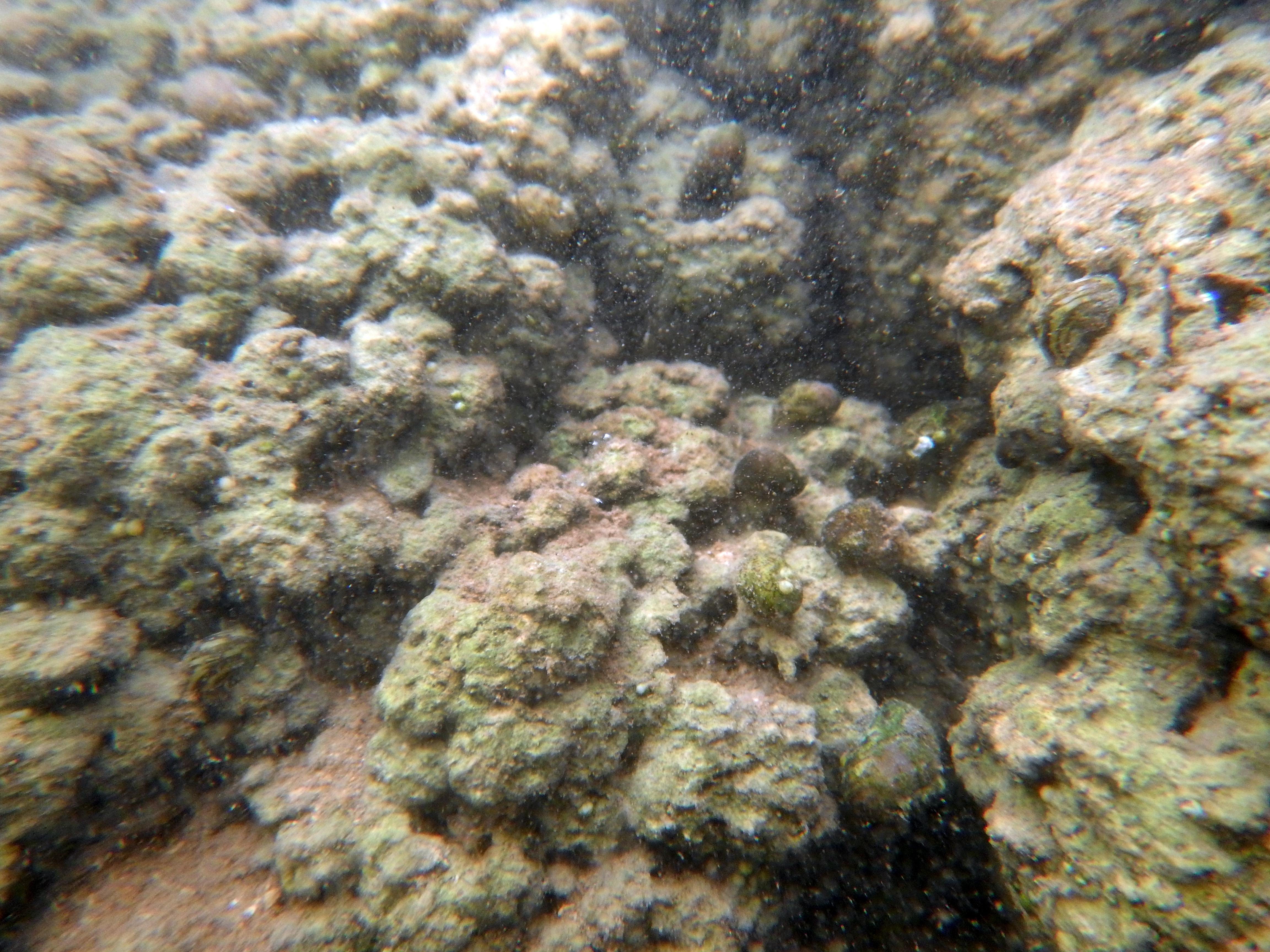
カタツムリのTheodoxus種はこの様な基質を食べることが出来る
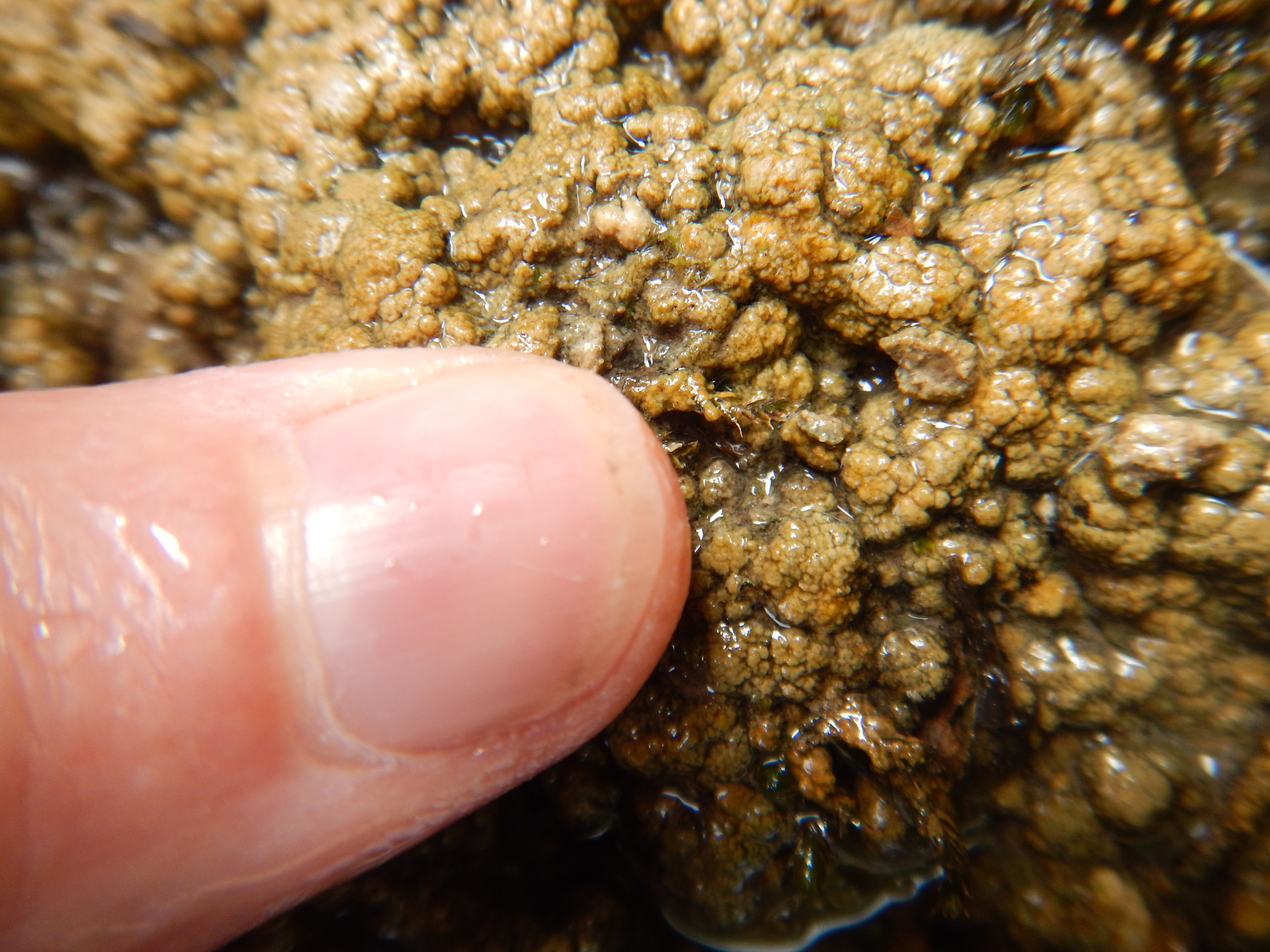
細部
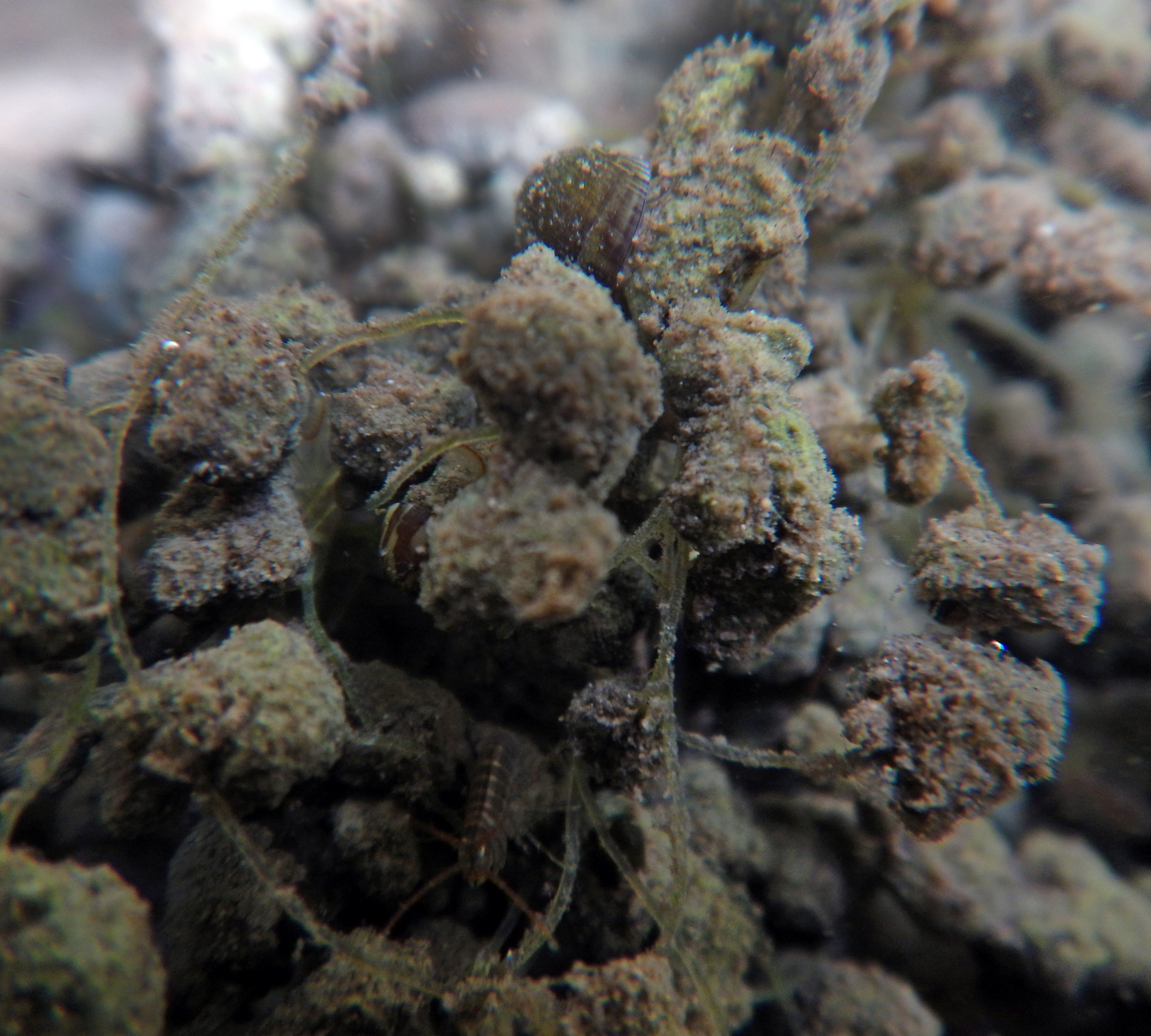
釣り糸に固着するTheodoxus 種
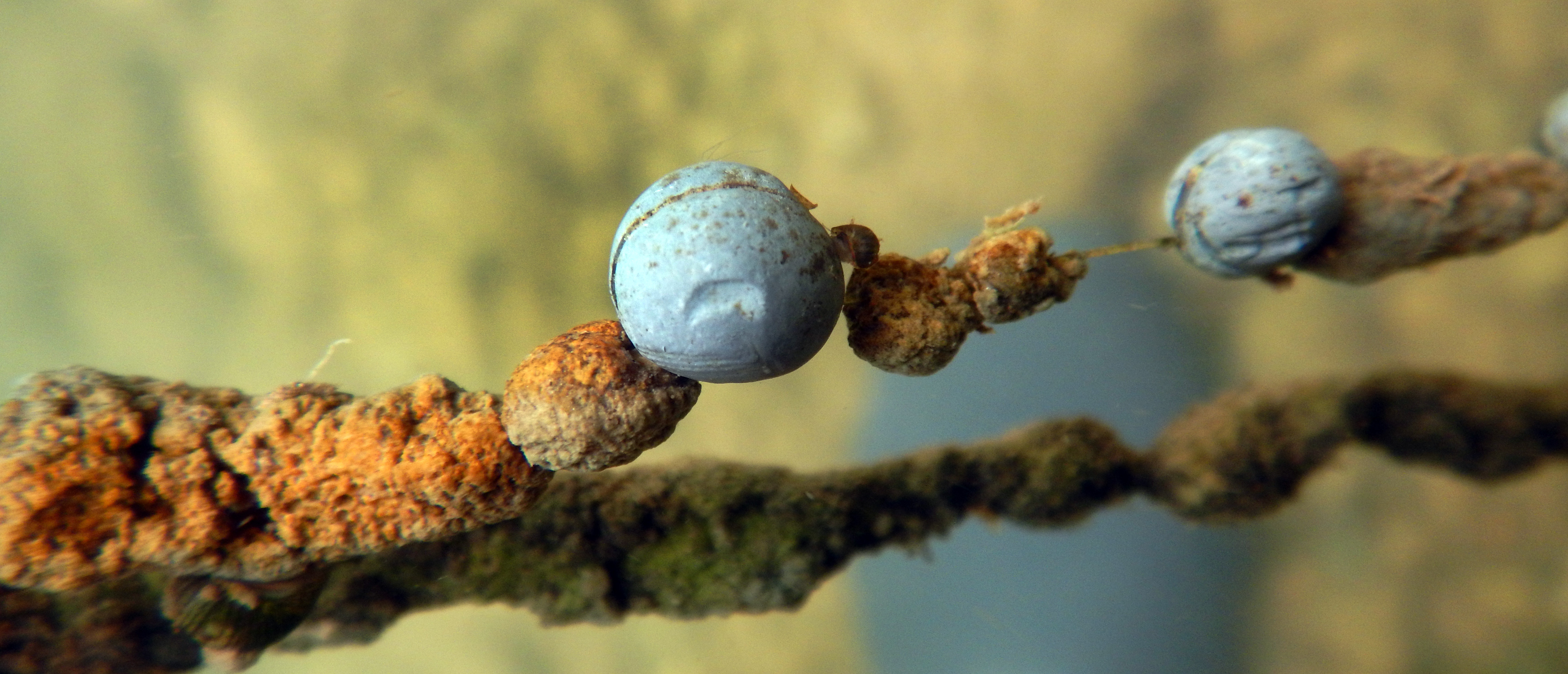
鉛の極端な生態毒性は、生態系における炭素循環を阻害する